# Ordem do Cardo-selvagem
A Antiquíssima e Nobilíssima Ordem do Cardo-Selvagem (em inglês, The Most Ancient and Most Noble Order of the Thistle) é uma ordem de cavalaria associada à Escócia. A data original de sua fundação é desconhecida, tendo sida recriada por Jaime II de Inglaterra em 1687. A ordem é composta pelo soberano e por dezesseis cavaleiros e damas, bem como certos cavaleiros extras, feito os membros da família real britânica e alguns monarcas estrangeiros. Apenas o soberano concede a ordem, não sendo aconselhado pelo governo, como ocorre com outras Ordens de Cavalaria. Exige-se que os dezesseis membros tenham naturalidade escocesa, mas não os cavaleiros extras.
O emblema primordial da ordem é o cardo-selvagem, a flor nacional da Escócia. O mote é Nemo me impune lacessit (latim Ninguém me provoca impunemente); o mesmo mote também é usado no brasão de armas real do Reino Unido quando usado na Escócia e em algumas moedas britânicas. O orago da Ordem é Santo André.
A maioria das Ordens de Cavalaria britânicas abrangem todo o reino, mas as três mais importantes pertencem cada qual a um país respectivo. A escocesa Ordem do Cardo-selvagem é a segunda mais antiga. Equivale à inglesa Ordem da Jarreteira, a Ordem de Cavalaria britânica em atividade com os mais antigos registros (meados do século XIV), e à irlandesa Ordem de São Patrício, a qual se mantém suspensa desde a independência da maior parte da Irlanda — seu último cavaleiro morreu em 1974.

## História

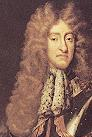
Jaime VII ordenou a moderna Ordem

A data original da fundação da ordem é desconhecida. De acordo com uma lenda, Óengus mac Fergusa, rei dos pictos, enquanto lutava em Athelstaneford contra o saxão Æthelstan de Ânglia Oriental, viu nos céus a cruz de Santo André. Após vencer a batalha, é dito que Óengus fundou a Ordem do Cardo-selvagem, dedicada ao santo, em 787. Não se acredita muito nessa lenda, não apenas pela improbabilidade de tal milagre, como também porque ambos os protagonistas dessa batalha foram reis em épocas muito distintas. Outra história afirma que Óengus fundou a Ordem em 809 a fim de comemorar a aliança com Carlos Magno, sendo essa uma hipótese mais provável haja vista os mercenários escoceses contratados por Carlos Magno. Ademais, há a tradição de que essa ordem foi fundada, ou refundada, nos campos-de-batalha por Roberto I da Escócia durante a batalha de Bannockburn.
Muitos creditam-na a Jaime III da Escócia, que adotou o cardo-selvagem como flor real e ordenou que se cunhassem moedas com a mesma planta. Outros alegam que Jaime V da Escócia, membro das ordens da Jarreteira em Inglaterra, da de São Miguel em França e do Velo de Ouro no Sacro Império Romano-Germânico, fundo a Ordem do Cardo-selvagem em 1540 porque vexava-se pelo fato de não ter nenhuma honraria a ser concedida a monarcas estrangeiros. Ele alegadamente conferiu título da Order of the Burr or Thissil a Francisco I de França.
Entretanto, não há evidências conclusivas para o fim do século XV. Um comentarista francês em 1558 descreveu o uso do cardo coroado e da cruz de Santo André em moedas escoceses e bandeiras de guerra, e acrescentou que não havia ordem escocesa de cavalaria. Da mesma forma, John Lesley escreveu em torno de 1578, referindo-se às três ordens estrangeiras de cavalaria esculpidas no portão do Palácio de Linlithgow, de Jaime V, com seus "ornamentos" de Santo André, "propriedades desta nação". Alguma ordem de cavalaria escocesas podem ter existido durante o século XVI, possivelmente fundada por Jaime V e chamada de Ordem de Santo André, mas existente até o final desse século.
Assim, algumas ordens cavaleirescas escocesas definitivamente existiram durante o século XVI, mas extinguiram-se ao longo das décadas. Jaime VII de Escócia expediu decreto revivendo e restaurando a Ordem do Cardo-selvagem em sua total glória, brilho e magnificiência em 1687. De oito a doze cavaleiros foram indicados, mas o rei fora deposto em 1688. Seus sucessores, Guilherme III de Inglaterra e Maria II de Inglaterra, não fizeram indicações posteriores à Ordem, com seu conseqüente desuso. Em 1703, no entanto, Ana I da Grã-Bretanha reviveu mais uma vez a Ordem do Cardo-selvagem, perdurando até hoje.

## Composição

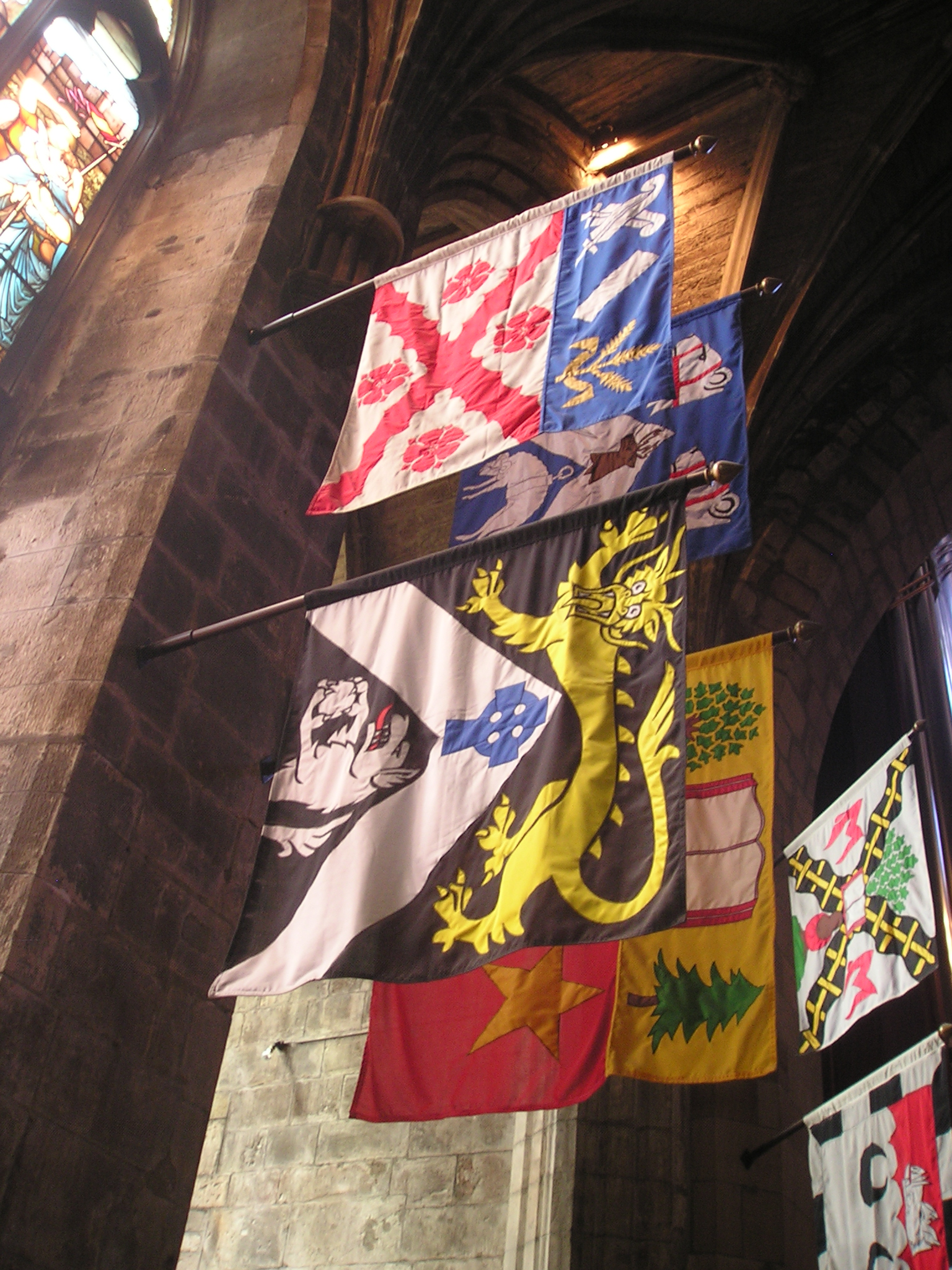
Flâmulas dos cavaleiros do cardo-selvagem, penduradas na catedral de Santo Egídio

Os reis da Escócia — posteriormente reis do Reino Unido — serviram como soberanos da Ordem. Quando Jaime VII a reviveu, os estatutos estabeleceram que a Ordem consistira do Soberano e doze cavaleiros em alusão ao Salvador e seus doze apóstolos. Em 1827, Jorge IV do Reino Unido ampliou a ordem para dezesseis membros. Mulheres (para além da rainha) eram originalmente excluídas da Ordem, todavia, Jorge V do Reino Unido criou a rainha-mãe Isabel Dama do Cardo-selvagem via Estatuto Especial. A rainha Isabel II do Reino Unido, no entanto, permitiu a admissão regular de Damas do Cardo-selvagem em 1987.
De tempos em tempos, indivíduos podem ser admitidos na ordem por estatutos especiais. Tais membros são conhecidos como Cavaleiros Extras e não são contabilizados no limite de dezesseis membros. Membros da família real britânica são geralmente admitidos por esse procedimento; o primeiro a ser assim admitido foi Alberto, Príncipe Consorte. O primeiro Royal Knight (que não um monarca) era um jovem filho de Jorge III, o príncipe Guilherme (mais tarde Guilherme IV), no entanto, foi admitido como um dos 12 cavaleiros ordinários. Olavo V da Noruega, o primeiro estrangeiro a ser admitido na Ordem, por meio do estatuto especial, em 1962.
O soberano tem historicamente o poder de escolher os cavaleiros e damas da ordem. Do século XVIII em diante, o soberano fez suas escolhas baseado nos conselhos do governo, até que Jorge VI do Reino Unido passou a achar que as Ordens da Jarreteira e do Cardo-selvagem estavam sendo usadas para fins políticos, em vez de ser uma premiação por mérito. Assim, em acordo com o primeiro-ministro, Clement Attlee e com o líder da oposição, Winston Churchill, em 1946, a ordem retornou a ser concessão pessoal do soberano.
Os cavaleiros e damas do cardo-selvagem podem também ser admitidos na Ordem da Jarreteira. Formalmente, muitos, mas não todos, os cavaleiros elevados à ordem sênior renunciariam à Ordem do Cardo-selvagem. O primeiro a renunciá-la foi João Campbell, 2º duque de Argyll, em 1710; o último a fazê-lo foi Tomás Dundas, 2º conde de Shetland, em 1872. Cavaleiros e damas do cardo-selvagem podem também ser privados de seus títulos. O único a sofrer tal sanção foi João Erskine, 6º conde de Mar, que perdeu tanto a cavalaria quanto seu condado após participar da revolta jacobita de 1715.
A ordem tem cinco oficiais: o deão, o chanceler, o arauto, o rei-de-armas e o secretário. O deão, como o próprio termo indica, normalmente é um clérigo da Igreja Escocesa. Este cargo não era parte da criação original, mas foi criado em 1763 e juntou-se ao cargo de decano da capela real. Os dois cargos foram separados em 1969. O chanceler é normalmente um dos cavaleiros, apesar de não necessariamente o sênior. É mencionado e dado a custódia do selo da ordem nos estatutos de 1687, mas ninguém é nomeado para o cargo desde 1913. O arauto é o Cavalheiro Ostiário do Bastão Sinopla (diferentemente do equivalente na Ordem da Jarreteira equivalente, o Cavalheiro Ostiário do Bastão Negro, ele não exerce função na Câmara dos Lordes). O rei-de-armas da Ordem, responsável pela heráldica, é o Rei-de-armas Lorde Lyon, o chefe da heráldica escocesa. O Lorde Lyon geralmente — mas não sempre — também serve como secretário.

## Vestuário e acessórios

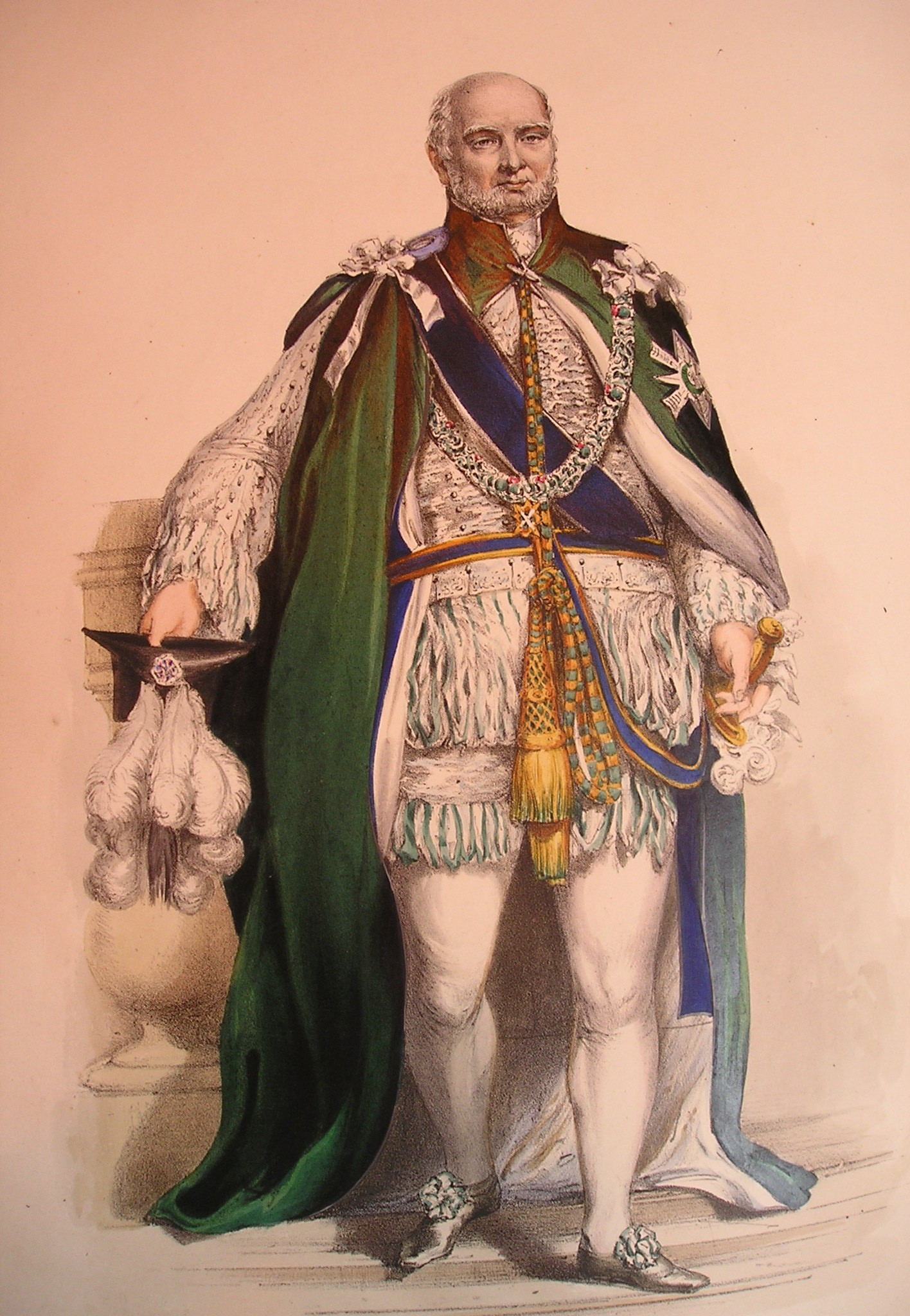
Augusto Frederico, duque de Sussex, vestindo o traje da Ordem do Cardo-selvagem.

Para as ocasiões especiais da Ordem, como o encontro anual entre junho e julho, bem como para a coroação do monarca britânico, os cavaleiros e damas vestem um elaborado traje:
- o manto é uma toga verde vestida sobre seus ternos ou uniformes militares. O manto é listrado com tafetá branco; é amarrado com  borlas douradas ou verdes. No ombro esquerdo do manto, uma estrela da Ordem (veja abaixo) é ostentada.
- o chapéu é feito de veludo preto encimado por penas brancas de águia-pescadora.
- o colar é feito d'ouro e ostenta cardos-selvagens e ramos de ruta; vestido sobre o manto.
- o Santo André, também chamado distintivo-apêndice, pendurado pelo colar. Composto de uma figura esmaltada de Santo André, vestindo um manto verde e púrpura, segurando uma cruz branca. Raios dourados emanam da cabeça do santo.

À parte dessas ocasiões especiais, vestimentas mais simples são usadas sempre que um membro da Ordem comparece a algum evento.
- a estrela da ordem consiste de uma cruz de Santo André prateada, com fulgores entre seus braços. No centro figura-se um círculo verde ostentando o mote da Ordem com capitulares douradas; dentro do círculo, figura-se um cardo-selvagem em campo dourado. Usa-se presa na altura do peito esquerdo. Sendo essa ordem a segunda mais antiga do Reino Unido, seus membros usarão sua estrela acima das insígnias d'outras ordens.
- a banda larga é uma cinta verde-escura vestida de atravessado pelo tronco.
- o distintivo, preso à banda larga na altura do ombro direito. No anverso, o distintivo figura Santo André da mesma forma que a estrela. No reverso, figura um cardo-selvagem, em campo verde rodeado pelo mote da Ordem.

Contudo, em determinados dias de colar designados pelo soberano, os membros comparecem vestindo o colar da ordem sobre seus trajes formais. Substitui-se então a banda larga da ordem por outra d'alguma outra ordem a qual o membro pertença (se pertencer), haja vista que a banda da Ordem é representada pelo colar.
Mediante a morte d'algum cavaleiro ou dama, a insígnia deve retornar à Chancelaria Central das Ordens Cavalheirescas. A banda e a estrela são devolvidas pessoalmente ao soberano pelo parente mais próximo do falecido membro.
Oficiais da Ordem também vestem togas verdes. O Arauto Cavalheiro do Bordão Sinople ostenta, como sugere o título, um bastão verde. O Lorde Lyon veste um talar no qual aparecem as armas reais.

## Atuais membros e oficiais

### Soberano
- SM O Rei

### Cavaleiros e damas
1. O Conde de Elgin e Kincardine KT CD JP DL (1981)
2. O Conde de Airlie KT GCVO PC JP (1985)
3. Lorde Mackay de Clashfern KT PC QC (1997)
4. Lorde Wilson de Tillyorn KT GCMG (2000)
5. Lorde Steel de Aikwood KT KBE PC (2004)
6. Lorde Robertson de Port Ellen KT GCMG PC (2004)
7. Lorde Cullen de Whitekirk KT PC (2007)
8. Lord Hope de Craighead KT PC QC (2009)
9. Lorde Patel KT (2009)
10. Lorde Smith de Kelvin KT (2014)
11. O Duque de Buccleuch e Queensberry KT KBE CVO DL FSA FRSE FRSGS (2017)
12. Sir Ian Clark Wood KT GBE (2018)
13. Lady Elish Angiolini  LT DBE KC FRSA FRSE (2022)
14. Sir George Reid KT FRSE (2022)
15. vago[nota 1]
16. vago[nota 2]

### Cavaleiros e damas supranumerários
- O Duque de Rothesay KG KT (2010)
- A Princesa Real LG LT GCVO QSO (2000)

### Oficiais
- Deão: David Fergusson OBE FRSE FBA
- Chanceler: O Conde de Airlie KT GCVO PC JP
- Cavalheiro Ostiário do Bastão Sinopla: Almirante real Christopher Hope Layman CB DSO LVO
- Rei-de-armas: Joseph Morrow CBE KC DL FRSE (Rei-de-armas Lorde Lyon)
- Secretária: Elizabeth Roads LVO

## Precedência e privilégios
Cavaleiros e damas do cardo-selvagem assumem posições na ordem de precedência, ranqueando acima de todos os outros cavaleiros, e acima de baronetes. Viúvas, filhos e enteados de cavaleiros do cardo-selvagem também se encontram na ordem de precedência; parentes de damas do cardo-selvagem, todavia, não recebem tais privilégios.
Cavaleiros do cardo-selvagem prefixam seus nomes com Sir, e as damas Lady. Viúvas de cavaleiros podem utilizar Lady em seus prenomes, mas o mesmo não ocorre com maridos de damas da Ordem. Tais prefixos não são utilizados por príncipes ou herdeiros, a não ser quando utilizam seu nome completo por escrito.
Cavaleiros e damas usam as letras KT e LT, respectivamente, como abreviação do prefixo. Quando um indivíduo é intitulado com múltiplas abreviações, KT ou LT aparecem antes de todas, à exceção de Bt ou Btss (baronete), VC (Cruz Vitoriana), GC (Cruz de Jorge) e KG ou LG (cavaleiro ou dama da Jarreteira).
Cavaleiros e damas podem circundar suas armas com o colar e o moto da Ordem. O distintivo é representado suspenso pelo colar. As armas reais figuram o colar apenas quando em Escócia; ostentam a Jarreteira em Inglaterra, País de Gales e Irlanda do Norte.
Também é permitido a cavaleiros e damas utilizar suportes e tenentes. Esse grande privilégio é compartilhado apenas por membros da família real, cavaleiros e damas da Jarreteira, e cavaleiros e damas que sejam grã-cruzes ou grã-comandantes das ordens menores.

## Capela

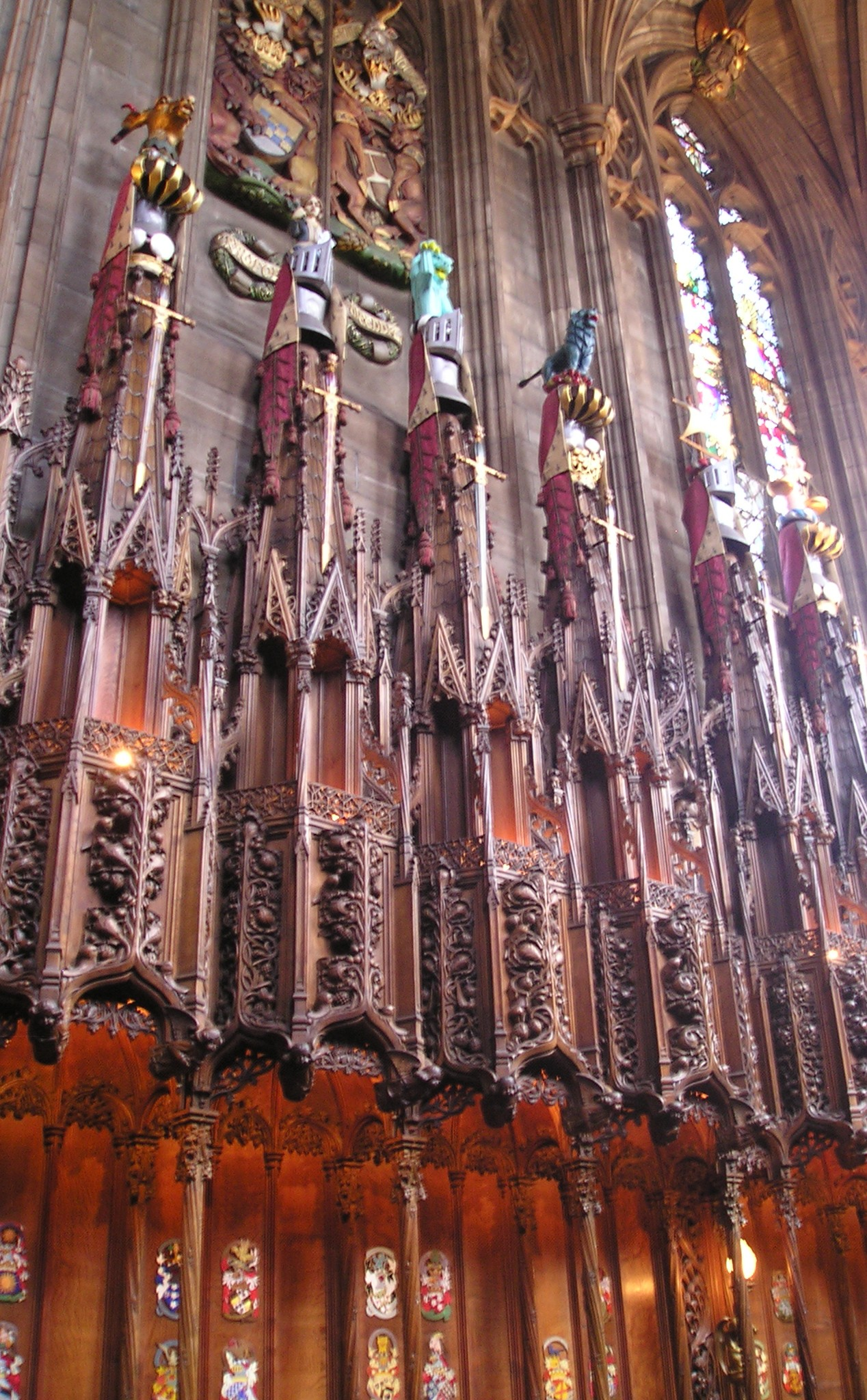
Espadas, elmos e brasões dos cavaleiros do cardo-selvagem sobre seus púlpitos na Capela do Cardo-selvagem

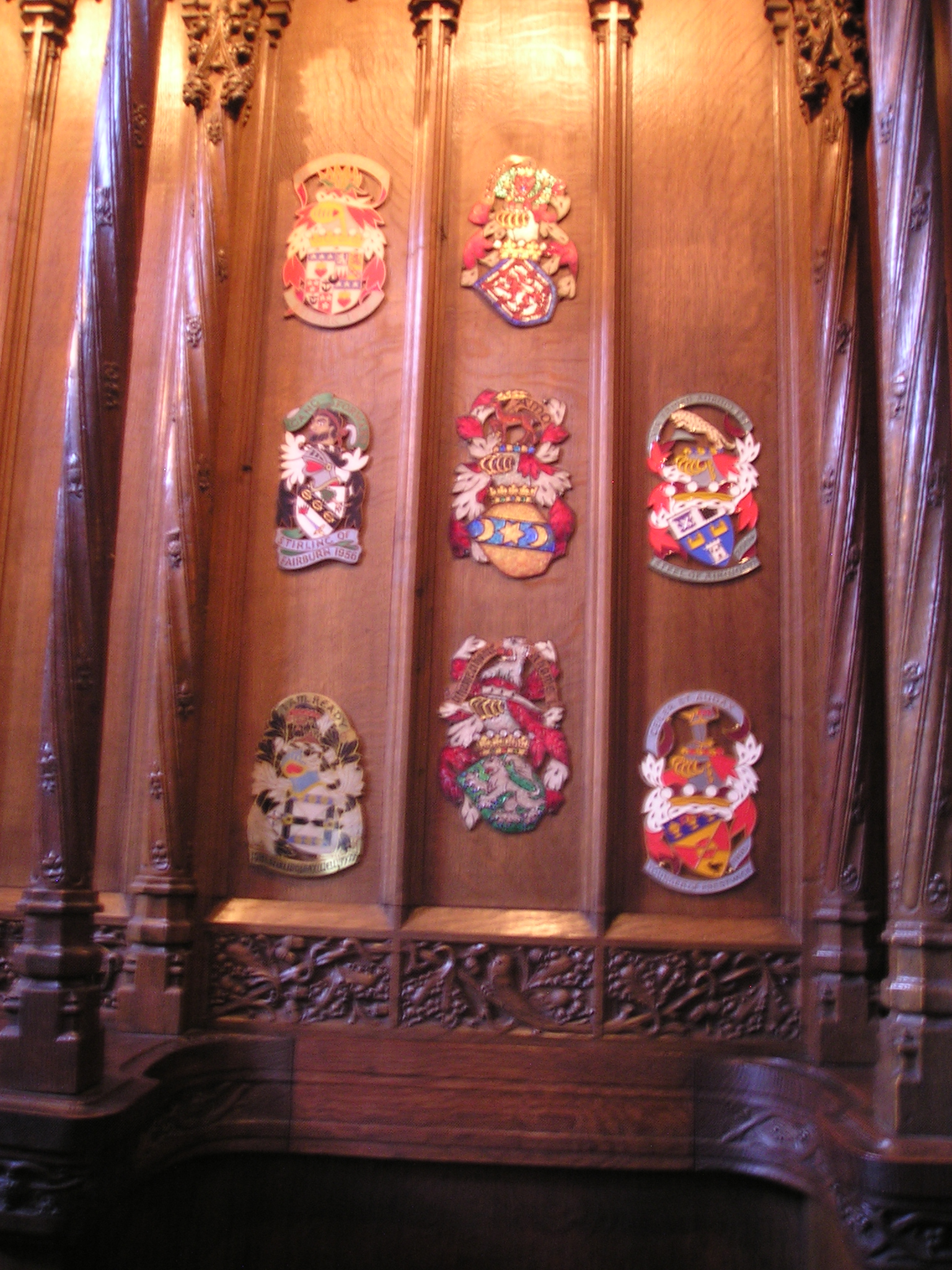
Placas de cavaleiros do cardo-selvagem num púlpito

Quando Jaime VII reviveu a ordem em 1687, determinou que a abadia do palácio de Holyrood se convertesse na capela da Ordem do Cardo-selvagem, talvez inspirado na capela da Ordem da Jarreteira, localizada no Castelo de Windsor. Jaime VII, no entanto, foi deposto em 1688; a capela, entrementes, fora destruída durante protestos. Assim a Ordem não teve uma capela até 1911, quando uma foi adicionada à catedral de Santo Egídio, em Edimburgo. A cada ano, o soberano reside no palácio de Holyrood por uma semana em junho ou julho; durante a visita, comparece à Ordem. Qualquer novo cavaleiro ou dama é elevado nesse encontro anual.
Cada membro da Ordem, incluso o soberano, é alocado num púlpito próximo ao coral da capela, acima do qual os elementos heráldicos do nobre são  exibidos, encimado pelo timbre das respectivas armas. De acordo com as regras heráldicas, mulheres que não sejam monarcas não ostentam elmos ou brasões; em vez disso, o coronel apropriado para o ranque da dama é utilizado. Diferentemente doutras ordens britânicas, as flâmulas heráldicas dos cavaleiros e damas do cardo-selvagem não são penduradas dentro da capela, mas fora. No púlpito de cada membro existe, todavia, uma pequena placa de metal contendo o brasão, nome e data de admissão na Ordem de cada ocupante.
Quando da morte de um cavaleiro, seu elmo, manto, brasão (coronel ou coroa se for o caso) e espada são removidos. As placas, porém, permanecem fixas, compondo um colorido mosaico com os brasões de todos os ocupantes de cada púlpito, desde 1911.